# Mirella
Mirella je žensko osebno ime.

## Izvor imena
Ime Mirella je italijansko  ime, ki verjetno izhaja kot skrajšana oblika iz imena Mirabella, na Slovenskem pa različica ženskega osebnega imena Mirela. Možno pa je, da je ime Mirella manjšalna oblika iz imena Mira, ki pa je možna skrajšana oblika imena Palmira.

## Različica imena
Mirela

## Pogostost imena
Po podatkih Statističnega urada Republike Slovenije je bilo na dan 31. decembra 2007 v Sloveniji število ženskih oseb z imenom Mirella: 20.

## Osebni praznik
V koledarju se ime Mirella uvršča k imenu Pacifik, ki goduje 10. julija in 24. septembra ali k imenu Marija.